# Sittard
Sittard (limburgisch Zitterd) ist eine Stadt im südlichen Teil der niederländischen Provinz Limburg unmittelbar an der deutschen Grenze bei Selfkant. Sie hatte 37.635 Einwohner (Stand: 1. Januar 2024) und ist seit 2001 Teil der Gemeinde Sittard-Geleen, die 92.487 Einwohner (Stand: 1. Januar 2025) auf einer Fläche von 80,58 km² zählt.

## Geschichte

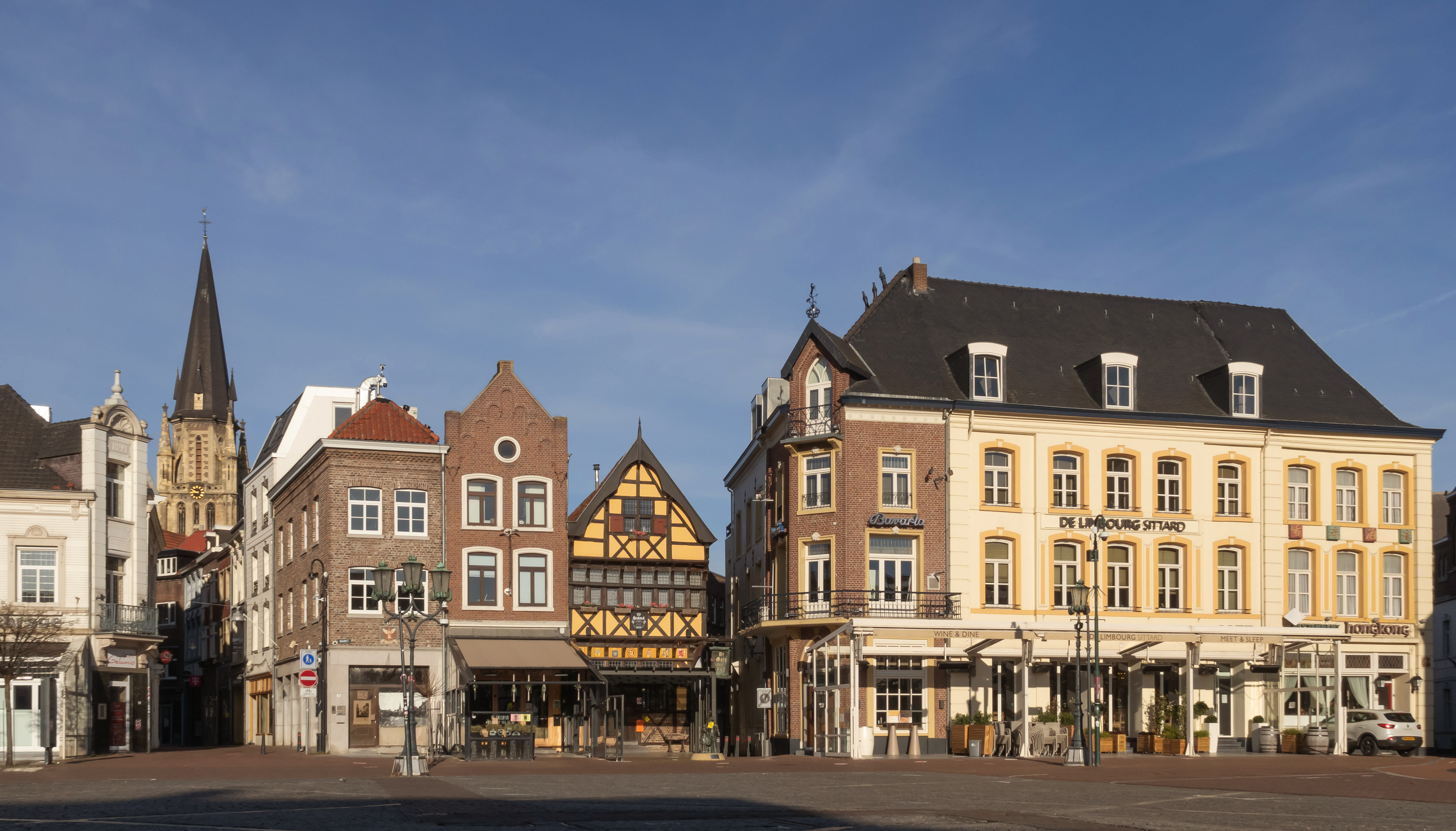
Sittard, Zentrum

Der Ort ist in karolingischer Zeit zwischen 700 und 1000 entstanden. Er gehörte um das Jahr 1200 zum Herzogtum Limburg und erhielt 1243 Stadtrechte. Im Jahr 1400 wurde Sittard zusammen mit den Orten Born und Susteren für 70.000 Goldgulden an das Herzogtum Jülich verkauft, bei dem es bis zum Einmarsch der Franzosen 1794 verblieb.
1543, im Dritten Geldrischen Erbfolgekrieg, erlitten die habsburgischen Truppen der Maria von Ungarn (1505–1558), Generalstatthalterin der Niederlande seit 1531, in der Schlacht bei Sittard am Ostersonntag eine Niederlage gegen die mit Frankreich verbündeten Truppen Wilhelms V. (1516–1592) von Jülich-Kleve-Berg.
Im Krieg, den der französische König Ludwig XIV. gegen die Vereinigten Provinzen der Niederlande führte, wurde die Stadt 1677 fast völlig zerstört.
1794 wurde Sittard (wie das ganze Linke Rheinufer) von französischen Revolutionstruppen erobert; die Franzosenzeit begann.
1798 wurde Sittard Kantonshauptort (Chef-lieu) im Département de la Roer der französischen Republik. Am Ende der Befreiungskriege gegen Napoleon kam Sittard 1815 (im Wiener Kongress) zum Königreich der Vereinigten Niederlande, wurde 1830 bis 1839 Bestandteil des neu entstandenen Königreichs Belgien und gehört seit 1839 durchgehend zu den Niederlanden. Mai 1940 bis Ende 1944 waren die Niederlande von Truppen der Wehrmacht besetzt.

## Sport
Bekanntester Verein der Stadt ist der Fußballklub und aktuelle Erstligist Fortuna Sittard, der seine Spiele im Fortuna-Sittard-Stadion austrägt. Im April 2018 stieg der Verein in die niederländische Eredivisie (höchste Spielklasse) auf.

## Sehenswürdigkeiten

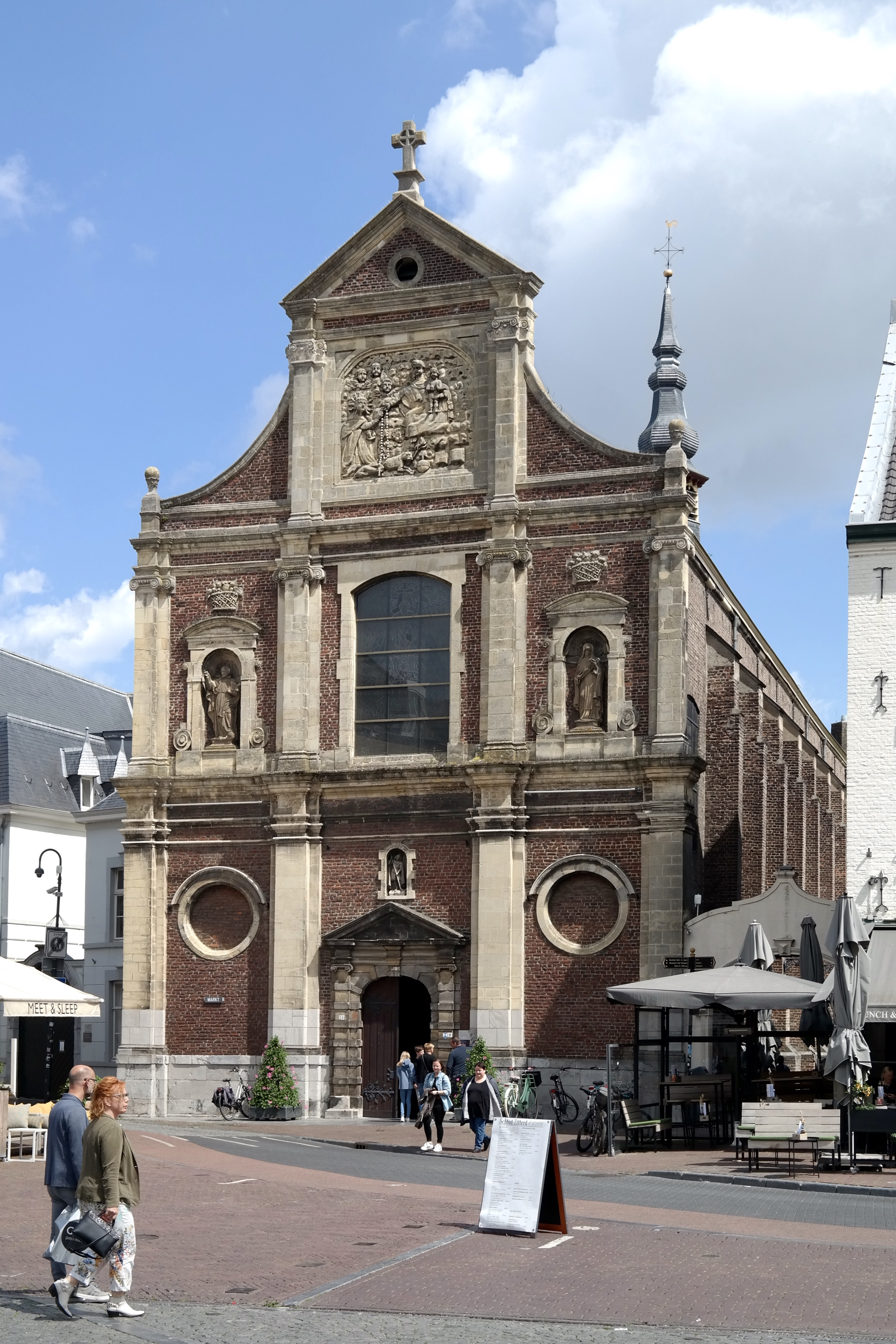
St. Michael

- St. Petruskirche (seit 1299 Kapitelkirche, mit 80 m hohem Turm)
- Basilika Unserer Lieben Frau vom Heiligen Herzen (neugotisch)
- St. Michael, die Kirche wurde zwischen 1659 und 1661 von den Dominikanerpatres als Klosterkirche des kurz zuvor gegründeten Dominikanerklosters erbaut.
- Schloss Grasbroek
- Schloss Limbricht
- St.-Rosa-Kapelle, Kapelle zu Ehren der heiligen Rosa von Lima, der Schutzpatronin von Sittard
- Regina Carmeli Bezinningshuis der Karmelitinnen vom Göttlichen Herzen Jesu (lateinisch Carmel D. C. J. de Collenberg), die „Schwestern vom Kollenberg“

## Sittard im Film
Der an Deutschland angrenzende Stadtteil und Villenviertel Kollenberg diente neben dem Studiogelände von First Floor Features in Almere als Drehort für Flodder. Ab etwa 2005 veränderte sich das Straßenbild der ehemaligen Kulisse durch Neubauten.

## Politik

### Sitzverteilung im Gemeinderat
Bis zur Auflösung der Gemeinde ergab sich seit 1981 folgende Sitzverteilung:
| Partei                            | Sitze  | Sitze | Sitze | Sitze | Sitze |
| Partei                            | 1981 a | 1986  | 1990  | 1994  | 1998  |
| --------------------------------- | ------ | ----- | ----- | ----- | ----- |
| Partij Nieuw Sittard              | 11     | 9     | 9     | 7     | 9     |
| CDA                               | 11     | 10    | 12    | 11    | 8     |
| GroenLinks                        | —      | —     | 2     | 2     | 4     |
| VVD                               | 1      | 2     | 2     | 3     | 3     |
| PvdA                              | 2      | 4     | 3     | 3     | 3     |
| PPR                               | 2      | —     | —     | —     | —     |
| D66                               | 0      | —     | 1     | 2     | 1     |
| Algemeen Ouderen Verbond/Unie 55+ | —      | —     | —     | —     | 1     |
| Lijst Wagemans (Vrouwenpartij)    | —      | —     | —     | 1     | —     |
| Anti Racistische Partij           | —      | —     | —     | 0     | —     |
| Lijst Mager                       | —      | 0     | 0     | —     | —     |
| SP                                | —      | —     | 0     | —     | —     |
| Progressief Sittard               | —      | 2     | —     | —     | —     |
| Alternatief Sittard               | —      | 0     | —     | —     | —     |
| Lijst Clevers                     | —      | 0     | —     | —     | —     |
| Samenwerkende Groepering Sittard  | 2      | —     | —     | —     | —     |
| PSP                               | 0      | —     | —     | —     | —     |
| Lijst Voots                       | 0      | —     | —     | —     | —     |
| CPN                               | 0      | —     | —     | —     | —     |
| Gesamt                            | 27     | 27    | 29    | 29    | 29    |

## Söhne und Töchter der Stadt
- Matthias von Sittard (1522–1566), Dominikaner, Theologe, Schriftsteller und kaiserlicher Hofprediger
- Franz Agricola (zwischen 1545 und 1550–1621), Theologe, Pfarrer und Kanonikus
- Reinhard Cloet (1580–1651), Jurist und Gesandter des Herzogtums Jülich-Berg
- Emmerich Fünkler († 1643), Benediktiner, Abt der Klöster St. Marien in Stade und St. Januarius in Murrhardt.
- Bernhard Pothast (1824–1904), Priester, Musiker und Komponist 1
- Charles Beltjens (1832–1890), Schriftsteller und Dichter 1
- Felix Rutten (1882–1971), Schriftsteller und Dichter 1
- Jos Wielders (1883–1949), Architekt
- Nicolaes Reubsaet (1843–1887), Tonkünstler und Musiker 1
- Frederic Hoefer (1850–1938), Oberstleutnant 1
- Alphons Laudy (1875–1970), Schriftsteller 1
- Gulielmus Cobben (1897–1985), römisch-katholischer Bischof von Helsinki
- Frans Gijzels (1911–1977), Politiker (KVP)
- Toon Hermans (1916–2000), Kabarettist, Sänger und Dichter (Ehrenbürger von Sittard) 1
- Leo Horn (1916–1995), Internationaler Fußballschiedsrichter
- Germ Hofma (1925–2018), Fußballspieler
- Jo Erens (1928–1955), Volkssänger
- Jan Nolten (1930–2014), Radrennfahrer
- Jan Notermans (1932–2017), Fußballer
- Eddy Beugels (1944–2018), Radrennfahrer
- Willy Dullens (1945–2024), Fußballspieler
- Jan Wehrens (1945–2023), Künstler
- Jan Krekels (* 1947), Radrennfahrer
- Huub Stevens (* 1953), Fußballtrainer
- Francine Houben (* 1955), Architektin
- Rineke Dijkstra (* 1959), Fotografin
- Mike van Diem (* 1959), Filmregisseur und Drehbuchautor
- Wim Hof (* 1959), Extremsportler
- Willy Janssen (* 1960), Fußballspieler
- Wilbert Suvrijn (* 1962), Fußballspieler
- Arnold Vanderlyde (* 1963), Boxer
- Danny Nelissen (* 1970), Radrennfahrer
- Laurence Stassen (* 1971), Politikerin
- Peter van Wees (* 1973), Skeletonfahrer
- Carl van Wegberg (* 1977), Musicaldarsteller
- Vincent Heitzer (* 1979), deutscher Kirchenmusiker und Domkapellmeister am Bamberger Kaiserdom
- Bas Diederen (* 1980), Triathlet und Ironman-Sieger
- Romero Regales (* 1986), niederländisch-curaçaoischer Fußballspieler
- Demi Schuurs (* 1993), Tennisspielerin
- Tom Marx (* 1994), Eishockeyspieler
- Ivar Stavast (* 1998), Handballspieler
- Alec Smit (* 1999), Handballspieler

 1 wurde mit Straßennamen in Sittard geehrt

## Weitere Persönlichkeiten mit Bezug zu Sittard
- Helga Paetzold (1933–1990), Kunstweberin (lebte bis zu ihrem Tod in Sittard)
- Rens Blom (* 1977), Leichtathlet